# Manfred Mann
Cet article concerne le groupe. Pour les autres significations, voir Manfred Mann (homonymie).
Manfred Mann est un groupe rock britannique formé en 1962 à Londres (Angleterre) par le claviériste et fondateur éponyme (né en 1940).

## Les débuts: 1962 - 1963
Le groupe originel formé par Manfred Mann (claviers) et Mike Hugg (en) à Londres en décembre 1962 s'appelle Mann-Hugg Blues Brothers. Le groupe est complété par Mike Vickers (guitare), Dave Richmond (basse), et Paul Jones (chant et harmonica). Le groupe issu du boom du blues anglais du début des années 1960 tourne beaucoup dans les clubs durant les années 1962-63 et se fait surtout remarquer par le son de Manfred et la voix de Paul Jones.
Le groupe signe chez HTV Records en mars 1963, change son nom en Manfred Mann et sort un 45t jazzy musical "Why should we not?" en juillet 1963. Sans grand succès.

## Les premiers succès: 1964 - 1965
En 1964, l'émission Ready Steady Go! (de la chaîne de musique ITV) leur commande un nouveau générique. Ce sera 5-4-3-2-1 qui grimpe à la 5e place des charts.
Après ce premier succès, premier départ : Dave Richmond quitte le groupe, remplacé par Tom McGuiness.
Le grand succès viendra avec la reprise d'un titre des Exciters Do Wah Diddy Diddy qui monte à la première place des charts US et anglais en 1964.
En 1965, le groupe aligne les hits, avec ses propres titres et des reprises, de Bob Dylan en particulier With God on Our Side et sort un EP qui sera un best seller de l'année, The One In the Middle.
Après le hit If You Gotta Go, Go Now, Jones annonce son intention de quitter le groupe pour une carrière solo.

## Les années de changements: 1966 - 1969
Jones restera un an de plus, mais c'est Vickers qui s'en va, remplacé brièvement par Jack Bruce des John Mayall's Bluesbreakers. Finalement ce sera Mike d'Abo (en) qui prendra la place de Jones tandis que Jack Bruce s'en va de son côté former Cream. Il sera remplacé par Klaus Voormann (un musicien proche des Beatles) tandis que Mc Guiness endosse le rôle de guitariste.
Enfin, le groupe signe chez Fontana Records...
Avec d'Abo, le groupe s'oriente vers une pop acoustique « dylanesque » (commentaires sociaux, surréalisme dans les textes...) Leur premier single chez Fontana est justement une reprise de Dylan Just Like a Woman et leur plus grand hit arrive avec une autre reprise du même, Quinn the Eskimo (The Mighty Quinn). Entre ces deux succès, Ha! Ha! Said the Clown a conquis le public français par son rythme enjoué.
Cependant, le groupe, tout au moins son leader, se lasse d'être considéré simplement comme une machine à aligner les hit-singles (leurs deux derniers albums ne se sont pas très bien vendus) et éclate en 1969 : en fait Mann désire aller vers des chemins plus proches du jazz-rock.
Dans les années 1990, le groupe se reforme sous le nom de The Manfreds, mais sans Manfred engagé avec Manfred Mann's Earth Band.

## Discographie

### Manfred Mann
- The Five Faces Of Manfred Mann 1964
- Mann Made 1965
- Mann Made Hits 1966
- As Is 1966
- Soul Of Mann 1967
- Up The Junction (B.O.F.) 1968
- What A Mann 1968
- Mighty Garvey! 1968

### Compilations
- 20 Years of Manfred Mann's Earth Band 1990
- Spotlight 1992
- The Very Best of Manfred Mann Vol 1 et 2 1993
- The Very Best of Manfred Mann 1994
- The Best of Manfred Mann 1996
- The Very Best of Manfred Mann 1993-1997 (Les tubes de 1964 à 1966)
- The Evolution of Manfred Mann 2003
- The Complete Greatest hits of Manfred Mann 1963-2003 vol 1 et 2 2005
- Blindin 2000
- Odds & Sods - Mis-Takes & Out-Takes 2005 (4 cd versions différentes, raretés)

### The Manfreds
- 5-4-3-2-1 1998
- Live 1999
- Maximum Manfreds 2000
- Uncovered 2003